# Neoterebra stohleri
Neoterebra stohleri é uma espécie de gastrópode do gênero Neoterebra, pertencente a família Terebridae.